# Episodi di Avventure in fondo al mare (terza stagione)
La terza stagione della serie televisiva Avventure in fondo al mare è andata in onda negli Stati Uniti dal 9 gennaio 1960 al 1º ottobre 1960 in syndication.
| nº | Titolo originale     | Prima TV USA      | Titolo italiano | Prima TV Italia |
| -- | -------------------- | ----------------- | --------------- | --------------- |
| 1  | Asylum               | 9 gennaio 1960    |                 |                 |
| 2  | Water Nymphs         | 16 gennaio 1960   |                 |                 |
| 3  | Mister Big           | 23 gennaio 1960   |                 |                 |
| 4  | Hot Cargo            | 30 gennaio 1960   |                 |                 |
| 5  | Underwater Drop      | 6 febbraio 1960   |                 |                 |
| 6  | Cobalt Bomb          | 13 febbraio 1960  |                 |                 |
| 7  | Counterfeit          | 20 febbraio 1960  |                 |                 |
| 8  | Missile Watch        | 27 febbraio 1960  |                 |                 |
| 9  | Jade Cavern          | 5 marzo 1960      |                 |                 |
| 10 | Expatriate's Return  | 12 marzo 1960     |                 |                 |
| 11 | Strong Box           | 19 marzo 1960     |                 |                 |
| 12 | The Fearmakers       | 26 marzo 1960     |                 |                 |
| 13 | Revolutionary Spoils | 2 aprile 1960     |                 |                 |
| 14 | Pirate Gold          | 9 aprile 1960     |                 |                 |
| 15 | The Living Fossil    | 16 aprile 1960    |                 |                 |
| 16 | Submarine Explosion  | 23 aprile 1960    |                 |                 |
| 17 | Sacred Pool          | 30 aprile 1960    |                 |                 |
| 18 | Cindy                | 7 maggio 1960     |                 |                 |
| 19 | Cross Current        | 14 maggio 1960    |                 |                 |
| 20 | Synthetic Hero       | 21 maggio 1960    |                 |                 |
| 21 | The Cellini Vase     | 28 maggio 1960    |                 |                 |
| 22 | Target               | 4 giugno 1960     |                 |                 |
| 23 | Ghost Light          | 11 giugno 1960    |                 |                 |
| 24 | Rebreather           | 18 giugno 1960    |                 |                 |
| 25 | Blind Spot           | 25 giugno 1960    |                 |                 |
| 26 | The Replacement      | 2 luglio 1960     |                 |                 |
| 27 | Underwater Beacon    | 9 luglio 1960     |                 |                 |
| 28 | Time Fuse            | 16 luglio 1960    |                 |                 |
| 29 | Storm Drain          | 23 luglio 1960    |                 |                 |
| 30 | The Invader          | 30 luglio 1960    |                 |                 |
| 31 | Changing Patterns    | 6 agosto 1960     |                 |                 |
| 32 | The Catalyst         | 13 agosto 1960    |                 |                 |
| 33 | The Missing Link     | 20 agosto 1960    |                 |                 |
| 34 | Underwater Narcotics | 27 agosto 1960    |                 |                 |
| 35 | The Sound of Nothing | 3 settembre 1960  |                 |                 |
| 36 | Prima Donna          | 10 settembre 1960 |                 |                 |
| 37 | Beyond Limits        | 17 settembre 1960 |                 |                 |
| 38 | Diplomatic Pouch     | 24 settembre 1960 |                 |                 |
| 39 | Man Overboard        | 1º ottobre 1960   |                 |                 |

## Asylum
- Prima televisiva: 9 gennaio 1960

### Trama
- Guest star: John Zaremba, Jonathan Kidd, Noel Drayton

## Water Nymphs
- Prima televisiva: 16 gennaio 1960

### Trama
- Guest star: Maris Wrixon, Jean Ingram, William Duffy, Lin De Vol, June Blair, Beth Anesen

## Mister Big
- Prima televisiva: 23 gennaio 1960

### Trama
- Guest star: Lee Warren, Quinn Redeker, Byron Morrow, Maurice Meyer, Jeno Mate, Michael Granger, Robert Darin (Joey)

## Hot Cargo
- Prima televisiva: 30 gennaio 1960
- Scritto da: Stuart Jerome

### Trama
- Guest star: Charles Quinlivan, Don Ross

## Underwater Drop
- Prima televisiva: 6 febbraio 1960

### Trama
- Guest star: Mike Steele, Edson Stroll

## Cobalt Bomb
- Prima televisiva: 13 febbraio 1960

### Trama
- Guest star: Ken Drake (Bryant Henry), Kathie Browne (Suzie Kenyon)

## Counterfeit
- Prima televisiva: 20 febbraio 1960

### Trama
- Guest star: Linda Lawson, Tony Mafia, Ric Marlow, Abraham Sofaer

## Missile Watch
- Prima televisiva: 27 febbraio 1960

### Trama
- Guest star: George Eldredge, Douglas Hume, Stephen Joyce

## Jade Cavern
- Prima televisiva: 5 marzo 1960
- Diretto da: Herman Hoffman
- Scritto da: Stephen Kandel

### Trama
- Guest star: John McCann, Toni Gerry, Noel Drayton

## Expatriate's Return
- Prima televisiva: 12 marzo 1960

### Trama
- Guest star: Don Ross, Miguel Gleria, Patrick Waltz, Walter Stocker, Dennis O'Flaherty, Bernard Kates, Bernard Fein, Dana Enlow, Robert Christian, Sean Bartlett

## Strong Box
- Prima televisiva: 19 marzo 1960
- Diretto da: Leon Benson
- Scritto da: Art Arthur

### Trama
- Guest star: Fred Zendar, King Moody, William Allyn

## The Fearmakers
- Prima televisiva: 26 marzo 1960
- Scritto da: Teddi Sherman

### Trama
- Guest star: Myron Healey, Daria Massey

## Revolutionary Spoils
- Prima televisiva: 2 aprile 1960

### Trama
- Guest star: Carlos Rivero, Carlos Rivas, Alvaro Guillot, Rico Alaniz

## Pirate Gold
- Prima televisiva: 9 aprile 1960
- Scritto da: Teddi Sherman

### Trama
- Guest star: Richard Probert, Mike Road

## The Living Fossil
- Prima televisiva: 16 aprile 1960

### Trama
- Guest star: Linda Lawson (Renee), Robert Gothie

## Submarine Explosion
- Prima televisiva: 23 aprile 1960

### Trama
- Guest star: Ralph Clanton, Logan Field, Mary Ellen Terry

## Sacred Pool
- Prima televisiva: 30 aprile 1960

### Trama
- Guest star: Ric Marlow, Julian Burton

## Cindy
- Prima televisiva: 7 maggio 1960

### Trama
- Guest star: Ronald Foster, Joseph Hamilton, Morgan Brittany (Cindy), Ken Drake (Cindy's Dad)

## Cross Current
- Prima televisiva: 14 maggio 1960

### Trama
- Guest star: June Blair, Shirley O'Hara

## Synthetic Hero
- Prima televisiva: 21 maggio 1960

### Trama
- Guest star: Helen Mowery, Clark Howat, Douglas Dick, John Archer

## The Cellini Vase
- Prima televisiva: 28 maggio 1960

### Trama
- Guest star: Joe De Santis, Arthur Gould-Porter, Barry Harvey, Al Ruscio, Kelly Yost

## Target
- Prima televisiva: 4 giugno 1960

### Trama
- Guest star: Nick Nicholson, Gordon Mills, Robert Millar, Rich Jeffries, Robert Gist

## Ghost Light
- Prima televisiva: 11 giugno 1960
- Scritto da: Teddi Sherman

### Trama
- Guest star: Anna Lisa, Paul Clark

## Rebreather
- Prima televisiva: 18 giugno 1960
- Scritto da: Stuart Jerome

### Trama
- Guest star: Page Slattery, Oscar Beregi, Jr.

## Blind Spot
- Prima televisiva: 25 giugno 1960

### Trama
- Guest star: Russ Conway, Quinn Redeker

## The Replacement
- Prima televisiva: 2 luglio 1960

### Trama
- Guest star: Ken Christy, Meg Wyllie (madre), Nelson Olmsted, Sal Ponti, Bob Ritterbush

## Underwater Beacon
- Prima televisiva: 9 luglio 1960

### Trama
- Guest star: Mike Road, Russ Conway

## Time Fuse
- Prima televisiva: 16 luglio 1960
- Diretto da: Otto Lang

### Trama
- Guest star: Allen Jaffe, Matt Pelto, Ken Drake (dottor Jim Phelpman), Rodolfo Hoyos, Jr., Leonard Nimoy (Luis Hoyo)

## Storm Drain
- Prima televisiva: 23 luglio 1960

### Trama
- Guest star: Beau Bridges (Warren Tucker), Anne Helm (Carolyn Tucker), Tyler McVey, William Boyett, Howard McLeod

## The Invader
- Prima televisiva: 30 luglio 1960

### Trama
- Guest star: Robert Tafur, Ruben Moreno, Al Ruscio, Leonard Nimoy (Indio Ramirez), Ric Marlow

## Changing Patterns
- Prima televisiva: 6 agosto 1960
- Scritto da: Teddi Sherman

### Trama
- Guest star: John Marley (Ben Crane), John Qualen, Julie Sommars, Jerry Brent

## The Catalyst
- Prima televisiva: 13 agosto 1960

### Trama
- Guest star: Ashley Cowan, Julian Burton, Linden Travers, Ross Elliott, Barbara Lord (Patricia)

## The Missing Link
- Prima televisiva: 20 agosto 1960

### Trama
- Guest star: Frank Logan, Maurice Dallimore, Michael Keene, John Gallaudet, Connie Hines (Ann Prescott)

## Underwater Narcotics
- Prima televisiva: 27 agosto 1960

### Trama
- Guest star: Robert Knapp, William Schallert

## The Sound of Nothing
- Prima televisiva: 3 settembre 1960

### Trama
- Guest star: King Moody, Frank Logan, Harold Innocent, Noel Drayton

## Prima Donna
- Prima televisiva: 10 settembre 1960

### Trama
- Guest star: William Bakewell, Mari Blanchard, John Lupton, Nick Nicholson

## Beyond Limits
- Prima televisiva: 17 settembre 1960

### Trama
- Guest star: Don Eitner, John Lupton

## Diplomatic Pouch
- Prima televisiva: 24 settembre 1960

### Trama
- Guest star: Charles Maxwell, Barry Russo

## Man Overboard
- Prima televisiva: 1º ottobre 1960
- Diretto da: Eddie Davis
- Scritto da: Michael Cleary
- Soggetto di: Herman Hoffman

### Trama
- Guest star: Ralph Taeger, Shirley Ballard, Jimsey Somers, John Zaremba, Alex Finlayson